# Cyrtandra lancifolia
Cyrtandra lancifolia är en tvåhjärtbladig växtart som beskrevs av Elmer Drew Merrill. Cyrtandra lancifolia ingår i släktet Cyrtandra och familjen Gesneriaceae. Inga underarter finns listade i Catalogue of Life.